# Djimeli Lekpa Gervais
 (juin 2025).
Il peut être nécessaire de l'améliorer pour respecter le principe de neutralité de point de vue. 

 (juin 2025).
Motif : Notoriété à démontrer par des sources externes centrées sur le sujet de l'article
- Archive Wikiwix
- Bing
- Cairn
- DuckDuckGo
- E. Universalis
- Gallica
- Google
- G. Books
- G. News
- G. Scholar
- Persée
- Qwant
- (zh) Baidu
- (ru) Yandex
- (wd) trouver des œuvres sur Wikidata

| 1. | Préciser le motif de la pose du bandeau. | Précisez le motif de la pose du bandeau en utilisant la syntaxe suivante : {{admissibilité à vérifier\|date=juin 2025\|motif=remplacez ce texte par le motif}}                             |
| 2. | Informer les utilisateurs concernés.     | Pensez à avertir le créateur de l'article, par exemple, en insérant le code ci-dessous sur sa page de discussion : {{subst:avertissement admissibilité à vérifier\|Djimeli Lekpa Gervais}} |

Djimeli Lekpa Gervais est un cinéaste écrivain camerounais né le 11 juillet 1982 à Mbouda.

## Biographie
Djimeli Lekpa Gervais, né le 11 juillet 1982 à Mbouda (Cameroun), est un cinéaste, scénariste, écrivain, créateur de séries télévisées, enseignant de cinéma et entrepreneur camerounais. Fort de deux décennies d’expérience dans l’industrie audiovisuelle africaine et internationale, il s’est illustré comme l’une des figures majeures du cinéma camerounais contemporain. Il est référencé dans le cinéma européen pour avoir assisté les cinéastes de renom Cédric Klapisch, Claire Denis et Ulrich Köhler. Fondateur de la maison de production Empire DLG en 2003, il est également reconnu pour sa contribution à la détection, la formation et l’encadrement de talents émergents.

### Origines et formation
Djimeli Lekpa Gervais naît à Mbouda, au Cameroun, de feu Lekpa Jean Bernard et de feu Régine Manto. Il suit des études littéraires en Lettres d'Expression Française à l’Université de Dschang, où il obtient une licence en 2004.
Autodidacte, il découvre le cinéma à l’Alliance Franco-Camerounaise de Dschang (AFCD) en 2003. Il est invité par la scénariste Estheline Fomat à devenir cinéaste. Au sein de l'AFCD, l'arrivée de Françoise Balais constitue un tournant décisif dans sa carrière. En effet, elle finance ses premiers films et recommande son travail à Bassek Bah Kobhio, qui l'intègre dans des productions associées aux réalisateurs Claire Denis et Ulrich Kohler. Cet engagement marque le début de sa carrière professionnelle et internationale.

## Carrière

### Débuts
En 2003, Djimeli Lekpa Gervais est repéré par Estheline Fomat à l’AFCD. Dès lors, il s’initie à l'art cinématographique sur internet. Il fait ses premières armes à Dschang, avant d’intégrer des équipes de tournages internationaux, dont :
- Paris de Cédric Klapisch (2006)
- White Material de Claire Denis (2007)
- The Sleeping Sickness de Ulrich Kohler (2007)

### Réalisateur et scénariste
Djimeli s’est distingué par des œuvres ancrées dans la réalité sociale, conjuguant narration cinématographique et regard critique. Parmi ses réalisations les plus notables :
- Impulsions (2007) : 3 prix à Douala, sélection officielle au Short Film Corner du Festival de Cannes.
- Clandos (2008) : sélection Vues d’Afrique à Montréal, Écrans Noirs, film de clôture au Festival international du film panafricain de Cannes.
- My African Dream (2015) : trilogie docufiction tournée entre le Cameroun et le Canada, meilleur documentaire africain (FICOD 2016, FICIB 2016, RADO 2011) - Diffusé sur BET France.
- The Virtual Love (2022) : long métrage diffusé sur TV5MONDE+, sélectionné à Yahra et à Vues d’Afrique.
- La Remontada (2023–2024) : série projeté deux années consécutives à Vues d’Afrique.
- Lovers : fiction en cours d’écriture et de préparation.

Il est également l’auteur de plusieurs romans inédits faute d'une politique du livre avantageuse au pays : Peurs et Pleurs, Akasha, Lovers.

### Collaborations internationales
Djimeli a collaboré avec des réalisateurs, acteurs et techniciens africains et européens de renom  Cameroun, la France, l’Allemagne, l'Angleterre le Canada et les États-Unis.

## Formation et entrepreneuriat
Pionnier dans l’éducation cinématographique en ligne au Cameroun, Djimeli a fondé la plateforme CinéTraining viaempiredlg.com, qui propose des contenus pédagogiques à destination des jeunes créateurs africains.
C’est dans le cadre de l’Agence du Cinéma du Cameroun qu’il a encadré des centaines de talents, dont Muriel Blanche, Elsina Florez, Serge Mong, ou encore Reine Mpouadina.
Il a été enseignant à l’Institut des Beaux-arts de Foumban (Université de Dschang) de 2011 à 2014, et continue d’intervenir comme coach, consultant et jury, notamment au sein du festival Écrans Noirs (coordonnateur des jurys 2022–2024).
Il a été plusieurs fois tenté d'abandonner, mais l'apôtre Servante Irène l'a convaincu de persévérer.

## Distinctions et reconnaissance
- COCO d’Excellence Cinéma pour l’ensemble de sa carrière (2011)
- Meilleur documentaire africain pour My African Dream (FICOD, FICIB, RADO)
- Trois prix à Douala pour Impulsions
- Sélection officielle au Festival de Cannes (Short Film Corner)
- Clôture du FESTICO avec la série Les Pape (2015)

## Engagements et affiliations
- Fondateur de Empire DLG
- Fondateur de Cinéraining
- Membre fondateur de mokolo.net (Goethe-Institut)
- Membre de la SACD (fiction) et de la SCAM (documentaire)
- Membre du Réseau National des Industries Culturelles et Créatives du Cameroun

## Vie privée
Djimeli Lekpa Gervais est célibataire et père de trois filles. Il réside à Yaoundé, au Cameroun. Il parle couramment le français, avec un niveau intermédiaire en anglais et pré-intermédiaire en espagnol.
Il est passionné de cinéma, d’intelligence artificielle, de lecture, d’écriture, de sport, de musique, de voyages et de technologies.

### Filmographie
- La Remontada (série télévisée, 2023)[2]
- The Virtual Love (long métrage, 2022)
- Les Pape (série, 2015)
- My African Dream (docufiction en trilogie, 2015)[3]
- Fan's (documentaire, 2012)
- Censure (fiction, 2009)
- Clandos: Ultime Voyage (fiction, 2008)
- Oser ou s'exposer (fiction, 2008)
- Impulsions (fiction, 2007)

## Récompenses et distinctions
Djimeli Lekpa Gervais a remporté plusieurs prix, dont :
- Sélection Festival Vues d'Afrique du Canada (2009, 2023, 2024)
- Meilleur documentaire FICOD (2016)
- Meilleur documentaire FICIB (2016)
- Meilleure montage, image et interprétation féminine avec Impulsions.

## Voir Aussi